# Eustacjusz (Gebrekristos)
Eustacjusz (imię świeckie Weldegiorgis Gebrekristos, ur. 1961) – duchowny Etiopskiego Kościoła Ortodoksyjnego, od 2011 biskup Boreny.

## Życiorys
Sakrę biskupią otrzymał 26 sierpnia 2005. W latach 2009–2011 był biskupem Kalifornii, w 2011 został mianowany biskupem Boreny.